# Baseball-Weltmeisterschaft der Frauen 2012/Ergebnisse
Diese Seite zeigt die Details zu den Spielen der Baseball-Weltmeisterschaft der Frauen 2012 in Edmonton. Alle Zeiten sind Lokalzeit MDT (UTC−6).

## Vorrunde

### 10. August 2012
Vereinigte Staaten –  Niederlande 10-5 (5)

Schiedsrichter: HP: Meiko Fujiwara , 1B: Elise Lallement , 3B: Lisa Turbitt 

Ort: Telus Field, Edmonton

 Zeit: 10:00 Uhr MDT (UTC-6)

Wetter: Sonnig

Zuschauer: 200
| Team               | 1 | 2 | 3 | 4 | 5 | 6 | 7 | R  | H | E |
| ------------------ | - | - | - | - | - | - | - | -- | - | - |
| Niederlande        | 0 | 0 | 0 | 0 | 0 | - | - | 0  | 1 | 4 |
| Vereinigte Staaten | 2 | 2 | 2 | 3 | 1 | - | - | 10 | 9 | 1 |

Starting Pitchers: NLD – Donna Hartman  USA – Cristin Caldwell   WP: Cristin Caldwell   LP: Donna Hartman  
 Kuba –  Australien 4-12

Schiedsrichter: HP: Todd Dorothy , 1B: Drue Hoffman , 3B: Kelly Hunter 

Ort: Telus Field, Edmonton

 Zeit: 15:00 Uhr MDT (UTC-6)

Wetter: Sonnig

Zuschauer: 400
| Team       | 1 | 2 | 3 | 4 | 5 | 6 | 7 | R  | H  | E |
| ---------- | - | - | - | - | - | - | - | -- | -- | - |
| Australien | 0 | 0 | 3 | 0 | 6 | 0 | 3 | 12 | 14 | 3 |
| Kuba       | 3 | 0 | 1 | 0 | 0 | 0 | 0 | 4  | 6  | 2 |

Starting Pitchers: AUS – Brittany Hepburn  CUB – Yaima Ramos   WP: Kim McMillan   LP: Yaima Ramos  
 Kanada –  Chinesisch Taipeh 12-2 (5)

Schiedsrichter: HP: Judy Nettler , 1B: Janet Moreno , 3B: Fiona Lambrick 

Ort: Telus Field

 Zeit: 20:30 Uhr MDT (UTC-6)

Wetter: n/a

Zuschauer: 1'500
| Team              | 1 | 2 | 3 | 4 | 5 | 6 | 7 | R  | H  | E |
| ----------------- | - | - | - | - | - | - | - | -- | -- | - |
| Chinesisch Taipeh | 2 | 0 | 0 | 0 | 0 | - | - | 2  | 8  | 1 |
| Kanada            | 3 | 2 | 0 | 2 | 5 | - | - | 12 | 16 | 0 |

Starting Pitchers: TPE – Wang Hsiao Chien  CAN – Katherine Psota   WP: Katherine Psota   LP: Wang Hsiao Chien  

### 11. August 2012
Chinesisch Taipeh –  Kuba 6-3

Schiedsrichter: HP: Elise Lallement , 1B: Steve Boutang , 3B: Drue Hoffmann 

Ort: Telus Field

 Zeit: 10:00 Uhr MDT (UTC-6)

Wetter: Sonnig

Zuschauer: 200
| Team              | 1 | 2 | 3 | 4 | 5 | 6 | 7 | R | H  | E |
| ----------------- | - | - | - | - | - | - | - | - | -- | - |
| Kuba              | 0 | 0 | 0 | 2 | 0 | 1 | 0 | 3 | 6  | 2 |
| Chinesisch Taipeh | 0 | 2 | 0 | 2 | 0 | 2 | X | 6 | 11 | 2 |

Starting Pitchers: CUB – Lianni Rodriguez  TPE – Hsieh Wen Ching   WP: Hsieh Wen Ching   LP: Lianni Rodriguez  SV: Chen Nai Chia  
 Niederlande –  Japan 0-21 (5)

Schiedsrichter: HP: Kim Beuckert , 1B: Judy Nettler , 3B: Todd Dorothy 

Ort: Telus Field

 Zeit: 13:30 Uhr MDT (UTC-6)

Wetter: Sonnig

Zuschauer: 300
| Team        | 1 | 2 | 3 | 4 | 5 | 6 | 7 | R  | H  | E |
| ----------- | - | - | - | - | - | - | - | -- | -- | - |
| Japan       | 9 | 0 | 1 | 2 | 9 | - | - | 21 | 18 | 0 |
| Niederlande | 0 | 0 | 0 | 0 | 0 | - | - | 0  | 5  | 3 |

Starting Pitchers: JPN – Mika Konishi  NLD – Amber Dammers   WP: Mika Konishi   LP: Amber Dammers  
 Australien –  Vereinigte Staaten 8-11

Schiedsrichter: HP: Lisa Turbitt , 1B: Kelly Hunter , 3B: Janet Moreno 

Ort: Telus Field

 Zeit: 16:30 Uhr MDT (UTC-6)

Wetter: Sonnig

Zuschauer: 400
| Team               | 1 | 2 | 3 | 4 | 5 | 6 | 7 | R  | H  | E |
| ------------------ | - | - | - | - | - | - | - | -- | -- | - |
| Vereinigte Staaten | 1 | 0 | 1 | 2 | 2 | 2 | 3 | 11 | 10 | 1 |
| Australien         | 0 | 0 | 7 | 1 | 0 | 0 | 0 | 8  | 10 | 5 |

Starting Pitchers: USA – Marti Sementelli  AUS – Jacinda Barclay   WP: Stacy Piagno   LP: Lenard Maddison  
 Venezuela –  Kanada 2-14 (5)

Schiedsrichter: HP: Liao Wen-Ching , 1B: Fiona Lambrick , 3B: Mieko Fujiwara 

Ort: Telus Field

 Zeit: 20:00 Uhr MDT (UTC-6)

Wetter: Sonnig

Zuschauer: 2'500
| Team      | 1 | 2 | 3 | 4 | 5 | 6 | 7 | R  | H  | E |
| --------- | - | - | - | - | - | - | - | -- | -- | - |
| Kanada    | 4 | 0 | 1 | 3 | 6 | - | - | 14 | 14 | 1 |
| Venezuela | 2 | 0 | 0 | 0 | 0 | - | - | 2  | 6  | 2 |

Starting Pitchers: CAN – Autumn Mills  VEN – Loudelis Elieska Moreno Arroyo   WP: Autumn Mills   LP: Loudelis Elieska Moreno Arroyo  

### 12. August 2012
Chinesisch Taipeh –  Niederlande 17-3 (5)

Schiedsrichter: HP: Fiona Lambrick , 1B: Kim Bueckert , 3B: Steve Boutang 

Ort: Telus Field

 Zeit: 11:00 Uhr MDT (UTC-6)

Wetter: Sonnig

Zuschauer: 100
| Team              | 1 | 2 | 3 | 4 | 5 | 6 | 7 | R  | H  | E |
| ----------------- | - | - | - | - | - | - | - | -- | -- | - |
| Niederlande       | 0 | 0 | 0 | 0 | 1 | - | - | 3  | 4  | 3 |
| Chinesisch Taipeh | 4 | 6 | 6 | 1 | X | - | - | 17 | 15 | 0 |

Starting Pitchers: NLD – Larissa Brujn  TPE – Pan Tzu Hui   WP: Pan Tzu Hui   LP: Larissa Brujn  
 Kuba –  Venezuela 5-11

Schiedsrichter: HP: Drue Hoffman , 1B: Lisa Turbitt , 3B: Elise Lallement 

Ort: John Fry Park

 Zeit: 14:00 Uhr MDT (UTC-6)

Wetter: Sonnig

Zuschauer: 150
| Team      | 1 | 2 | 3 | 4 | 5 | 6 | 7 | R  | H  | E |
| --------- | - | - | - | - | - | - | - | -- | -- | - |
| Venezuela | 1 | 3 | 1 | 1 | 2 | 3 | 0 | 11 | 11 | 3 |
| Kuba      | 0 | 1 | 1 | 3 | 0 | 0 | 0 | 5  | 5  | 5 |

Starting Pitchers: VEN – Josefina Cumana Giddelys  CUB – Olga Lidia Guevara Hernandez   WP: Yexelis Arianny Nagua Silva   LP: Olga Lidia Guevara Hernandez  
 Kanada –  Australien 5-4

Schiedsrichter: HP: Janet Moreno , 1B: Mjeko Fujiwara , 3B: Judy Nettler 

Ort: Telus Field

 Zeit: 15:00 Uhr MDT (UTC-6)

Wetter: Sonnig

Zuschauer: 2'000
| Team       | 1 | 2 | 3 | 4 | 5 | 6 | 7 | R | H | E |
| ---------- | - | - | - | - | - | - | - | - | - | - |
| Australien | 0 | 3 | 0 | 0 | 0 | 0 | 1 | 4 | 9 | 3 |
| Kanada     | 1 | 0 | 2 | 0 | 0 | 2 | X | 5 | 4 | 1 |

Starting Pitchers: AUS – Melinda Latimer  CAN – Melissa Armstrong   WP: Jessica Bérubé   LP: Kim McMillan  
 Vereinigte Staaten –  Japan 5-2

Schiedsrichter: HP: Kelly Hunter , 1B: Todd Dorothy , 3B: Liao Weng-Chin 

Ort: Telus Field

 Zeit: 19:30 Uhr MDT (UTC-6)

Wetter: Sonnig

Zuschauer: 1'900
| Team               | 1 | 2 | 3 | 4 | 5 | 6 | 7 | R | H  | E |
| ------------------ | - | - | - | - | - | - | - | - | -- | - |
| Japan              | 0 | 1 | 0 | 0 | 1 | 0 | 0 | 2 | 2  | 0 |
| Vereinigte Staaten | 1 | 0 | 0 | 3 | 1 | 0 | X | 5 | 10 | 0 |

Starting Pitchers: JPN – Yui Shingu  USA – Donna Williams   WP: Donna Williams   LP: Yui Shingu  SV: Jennifer Hunter  

### 13. August 2012
Japan –  Kuba 10-0 (5)

Schiedsrichter: HP: Maite Bullones , 1B: Kelly Hunter , 3B: Kimberly Bueckert 

Ort: Telus Field

 Zeit: 11:00 Uhr MDT (UTC-6)

Wetter: Sonnig

Zuschauer: 150
| Team  | 1 | 2 | 3 | 4 | 5 | 6 | 7 | R  | H  | E |
| ----- | - | - | - | - | - | - | - | -- | -- | - |
| Kuba  | 0 | 0 | 0 | 0 | 0 | - | - | 0  | 4  | 3 |
| Japan | 4 | 0 | 1 | 1 | 4 | - | - | 10 | 13 | 0 |

Starting Pitchers: CUB – Yanet Martinez Chacon  JPN – Yukari Isozaki   WP: Yukari Isozaki   LP: Yanet Martinez Chacon  
 Chinesisch Taipeh –  Venezuela 4-2

Schiedsrichter: HP: Steve Boutang , 1B: Drue Hoffman , 3B: Todd Dororthy 

Ort: John Fry Park

 Zeit: 14:00 Uhr MDT (UTC-6)

Wetter: Bewölkt

Zuschauer: 150
| Team              | 1 | 2 | 3 | 4 | 5 | 6 | 7 | R | H | E |
| ----------------- | - | - | - | - | - | - | - | - | - | - |
| Venezuela         | 0 | 1 | 0 | 0 | 0 | 1 | 0 | 2 | 8 | 1 |
| Chinesisch Taipeh | 2 | 0 | 2 | 0 | 0 | 0 | X | 4 | 7 | 2 |

Starting Pitchers: VEN – Diogcelis Guevara Gascon  TPE – Wang Hsiao Chien   WP: Wang Hsiao Chien   LP: Diogcelis Guevara Gascon  SV: Hsieh Wen Ching  
 Australien –  Niederlande 13-11

Schiedsrichter: HP: Judy Nettler , 1B: Wen-Chig Liao , 3B: Lisa Turbitt 

Ort: Telus Field

 Zeit: 15:00 Uhr MDT (UTC-6)

Wetter: Bewölkt

Zuschauer: 200
| Team        | 1 | 2 | 3 | 4 | 5 | 6 | 7 | R  | H  | E |
| ----------- | - | - | - | - | - | - | - | -- | -- | - |
| Niederlande | 0 | 4 | 2 | 0 | 0 | 0 | 5 | 11 | 11 | 3 |
| Australien  | 2 | 0 | 2 | 3 | 0 | 6 | X | 13 | 13 | 1 |

Starting Pitchers: NED – Maria van Veen  AUS – Taylah Welch   WP: Lauren McCrath   LP: Loes Asmus  SV: Lenard Maddison  
 Vereinigte Staaten –  Kanada 9-15 (8)

Schiedsrichter: HP: Mieko Fujiwara , 1B: Janet Moreno , 3B: Fiona Lambrick 

Ort: Telus Field

 Zeit: 19:30 Uhr MDT (UTC-6)

Wetter: Teilweise bewölkt

Zuschauer: 3'000
| Team               | 1 | 2 | 3 | 4 | 5 | 6 | 7 | 8 | R  | H  | E |
| ------------------ | - | - | - | - | - | - | - | - | -- | -- | - |
| Kanada             | 2 | 0 | 1 | 0 | 0 | 2 | 3 | 7 | 15 | 12 | 2 |
| Vereinigte Staaten | 0 | 0 | 0 | 0 | 0 | 1 | 7 | 1 | 9  | 6  | 1 |

Starting Pitchers: CAN – Vanessa Riopel  USA – Marti Sementelli   WP: Jessica Bérubé   LP: Ashley Sujkowsi  

### 14. August 2012
Japan –  Chinesisch Taipeh 11-1 (5)

Schiedsrichter: HP: Kimberly Bueckert , 1B: Lisa Turbitt , 3B: Judy Nettler 

Ort: Telus Field

 Zeit: 15:15 Uhr MDT (UTC-6)

Wetter: Stark Bewölkt

Zuschauer: 250
| Team              | 1 | 2 | 3 | 4 | 5 | 6 | 7 | R  | H  | E |
| ----------------- | - | - | - | - | - | - | - | -- | -- | - |
| Chinesisch Taipeh | 0 | 0 | 1 | 0 | 0 | - | - | 1  | 3  | 3 |
| Japan             | 5 | 0 | 0 | 5 | 1 | - | - | 11 | 12 | 1 |

Starting Pitchers: TPE – Chen Nai Chia  JPN – Mika Konishi   WP: Mika Konishi   LP: Chen Nai Chia  
 Niederlande –  Kanada 2-19 (5)

Schiedsrichter: HP: Fiona Lambrick , 1B: Maite Bullones , 3B: Drue Hoffman 

Ort: Telus Field

 Zeit: 20:00 Uhr MDT (UTC-6)

Wetter: Bewölkt

Zuschauer: 150
| Team        | 1 | 2 | 3 | 4 | 5 | 6 | 7 | R  | H  | E |
| ----------- | - | - | - | - | - | - | - | -- | -- | - |
| Kanada      | 3 | 1 | 0 | 9 | 6 | - | - | 19 | 16 | 0 |
| Niederlande | 0 | 0 | 0 | 2 | 0 | - | - | 2  | 3  | 6 |

Starting Pitchers: CAN – Tara Sliwanich  NLD – Claudia Kranendonk   WP: Tara Sliwanich   LP: Claudia Kranendonk  

### 15. August 2012
Venezuela –  Japan 0-3

Schiedsrichter: HP: Steve Boutang , 1B: Elise Lallemen , 3B: Janet Moreno 

Ort: Telus Field

 Zeit: 10:00 Uhr MDT (UTC-6)

Wetter: Sonnig

Zuschauer: 250

Spiel wurde wegen der verspäteten Ankunft der Venezolanischen Nationalmannschaft vom 10.8. auf den 15.8 verschoben.
| Team      | 1 | 2 | 3 | 4 | 5 | 6 | 7 | R | H | E |
| --------- | - | - | - | - | - | - | - | - | - | - |
| Japan     | 0 | 2 | 0 | 0 | 1 | 0 | 0 | 3 | 4 | 1 |
| Venezuela | 0 | 0 | 0 | 0 | 0 | 0 | 0 | 0 | 2 | 0 |

Starting Pitchers: JPN – Ayami Sato  VEN – Loudelis Elieska Moreno Arroyo   WP: Ayami Sato   LP: Loudelis Elieska Moreno Arroyo  
 Australien –  Venezuela 20-1 (5)

Schiedsrichter: HP: Kelly Hunter , 1B: Mieko Fujiwara , 3B: Todd Dororthy 

Ort: Telus Field

 Zeit: 13:00 Uhr MDT (UTC-6)

Wetter: Sonnig

Zuschauer: 350

Spiel wurde wegen Regens vom 14.8. auf den 15.8 verschoben.
| Team       | 1 | 2 | 3 | 4 | 5 | 6 | 7 | R  | H  | E |
| ---------- | - | - | - | - | - | - | - | -- | -- | - |
| Venezuela  | 1 | 0 | 0 | 0 | 0 | - | - | 1  | 4  | 5 |
| Australien | 1 | 7 | 4 | 8 | X | - | - | 20 | 17 | 1 |

Starting Pitchers: VEN – Melinda Latimer  AUS – Josefina Cumana Giddelys   WP: Jacinda Barclay   LP: Josefina Cumana Giddelys  
 Kuba –  Vereinigte Staaten 1-9

Schiedsrichter: HP: Wen-Chig Liao , 1B: Lisa Turbitt , 3B: Maite Bullones 

Ort: John Fry Park

 Zeit: 13:00 Uhr MDT (UTC-6)

Wetter: Teilweise bewölkt

Zuschauer: 200

Spiel wurde wegen Regens vom 14.8. auf den 15.8 verschoben.
| Team               | 1 | 2 | 3 | 4 | 5 | 6 | 7 | R | H | E |
| ------------------ | - | - | - | - | - | - | - | - | - | - |
| Vereinigte Staaten | 0 | 0 | 0 | 3 | 0 | 2 | 4 | 9 | 9 | 2 |
| Kuba               | 0 | 0 | 0 | 0 | 0 | 1 | 0 | 1 | 7 | 1 |

Starting Pitchers: USA – Stacy Piagno  CUB – Mabel Cuello Rubio   WP: Jennifer Hunter   LP: Mabel Cuello Rubio  

### 16. August 2012
Venezuela –  Niederlande 14-6

Schiedsrichter: HP: Elise Lallement , 1B: Drue Hoffmann , 3B: Steven Boutang 

Ort: Telus Field

 Zeit: 11:00 Uhr MDT (UTC-6)

Wetter: Sonnig

Zuschauer: 250
| Team        | 1 | 2 | 3 | 4 | 5 | 6 | 7 | R  | H  | E |
| ----------- | - | - | - | - | - | - | - | -- | -- | - |
| Niederlande | 0 | 0 | 0 | 2 | 4 | 0 | 0 | 6  | 6  | 2 |
| Venezuela   | 3 | 2 | 3 | 2 | 3 | 1 | X | 14 | 16 | 1 |

Starting Pitchers: NLD – Maria van Veen  VEN – Yexelis Arianny Nagua Silva   WP: Yexelis Arianny Nagua Silva   LP: Maria van Veen  
 Vereinigte Staaten –  Chinesisch Taipeh 13-3 (5)

Schiedsrichter: HP: Janet Moreno , 1B: Kim Bueckert , 3B: Meiko Fujiwara 

Ort: John Fry Park

 Zeit: 14:00 Uhr MDT (UTC-6)

Wetter: Sonnig

Zuschauer: 300
| Team               | 1 | 2 | 3 | 4 | 5 | 6 | 7 | R  | H  | E |
| ------------------ | - | - | - | - | - | - | - | -- | -- | - |
| Chinesisch Taipeh  | 2 | 0 | 0 | 0 | 1 | - | - | 3  | 6  | 6 |
| Vereinigte Staaten | 0 | 3 | 2 | 4 | 4 | - | - | 13 | 15 | 1 |

Starting Pitchers: TPE – Pan Tzu Hui  USA –  Kristin Caldwell   WP: Kristin Caldwell   LP: Pan Tzu Hui  
 Japan –  Australien 10-0 (6)

Schiedsrichter: HP: Lisa Turbitt , 1B: Todd Dorothy , 3B: Judy Nettler 

Ort: Telus Field

 Zeit: 15:00 Uhr MDT (UTC-6)

Wetter: Sonnig

Zuschauer: 350
| Team       | 1 | 2 | 3 | 4 | 5 | 6 | 7 | R  | H | E |
| ---------- | - | - | - | - | - | - | - | -- | - | - |
| Australien | 0 | 0 | 0 | 0 | 0 | 0 | - | 0  | 3 | 5 |
| Japan      | 3 | 5 | 0 | 0 | 1 | 1 | - | 10 | 7 | 0 |

Starting Pitchers: AUS –  Stephanie Gaynor  JPN – Risa Nakashima   WP: Risa Nakashima   LP:  Stephanie Gaynor  SV: Yukari Isozaki  
 Kanada –  Kuba 12-2 (6)

Schiedsrichter: HP: Fiona Lambrick , 1B: Maite Bullones , 3B: Wen-Chig Liao 

Ort: Telus Field

 Zeit: 19:30 Uhr MDT (UTC-6)

Wetter: Sonnig

Zuschauer: 2'800
| Team   | 1 | 2 | 3 | 4 | 5 | 6 | 7 | R  | H | E |
| ------ | - | - | - | - | - | - | - | -- | - | - |
| Kuba   | 0 | 0 | 0 | 1 | 0 | 1 | - | 2  | 6 | 2 |
| Kanada | 6 | 1 | 2 | 0 | 0 | 3 | - | 12 | 6 | 2 |

Starting Pitchers: CUB – Yanet Martinez Chacon  CAN – Cathrine Psota   WP: Heidi Northcott   LP: Yanet Martinez Chacon  

### 17. August 2012
Australien –  Chinesisch Taipeh 11-0 (5)

Schiedsrichter: HP: Todd Dorothy , 1B: Judy Nettler , 3B: Kelly Hunter 

Ort: Telus Field

 Zeit: 11:00 Uhr MDT (UTC-6)

Wetter: Sonnig

Zuschauer: 300
| Team              | 1 | 2 | 3 | 4 | 5 | 6 | 7 | R  | H  | E |
| ----------------- | - | - | - | - | - | - | - | -- | -- | - |
| Chinesisch Taipeh | 0 | 0 | 0 | 0 | 0 | - | - | 0  | 4  | 2 |
| Australien        | 0 | 6 | 5 | 0 | X | - | - | 11 | 11 | 1 |

Starting Pitchers: TPE – Hsieh Wen Ching  AUS – Brittany Hepburn   WP: Brittany Hepburn   LP: Hsieh Wen Ching  
 Venezuela –  Vereinigte Staaten 5-1

Schiedsrichter: HP: Kim Bueckert , 1B: Lisa Turbitt , 3B: Elise Lallament 

Ort: John Fry Park

 Zeit: 14:00 Uhr MDT (UTC-6)

Wetter: Sonnig

Zuschauer: 250
| Team               | 1 | 2 | 3 | 4 | 5 | 6 | 7 | R | H | E |
| ------------------ | - | - | - | - | - | - | - | - | - | - |
| Vereinigte Staaten | 1 | 0 | 0 | 0 | 0 | 0 | 0 | 1 | 4 | 0 |
| Venezuela          | 0 | 0 | 0 | 4 | 0 | 1 | X | 5 | 7 | 1 |

Starting Pitchers: USA – Kayla Bufardeci  VEN – Kerlys Andreina Perez Manrique   WP: Kerlys Andreina Perez Manrique   LP: Clarissa Navarro  SV: Diogcelis Thanais Guevara Gascon  
 Niederlande –  Kuba 5-13

Schiedsrichter: HP: Drue Hoffman , 1B: Steve Boutang , 3B: Todd Dorothy 

Ort: Telus Field

 Zeit: 15:00 Uhr MDT (UTC-6)

Wetter: Sonnig

Zuschauer: 200
| Team        | 1 | 2 | 3 | 4 | 5 | 6 | 7 | R  | H  | E |
| ----------- | - | - | - | - | - | - | - | -- | -- | - |
| Kuba        | 2 | 0 | 3 | 0 | 5 | 2 | 1 | 13 | 17 | 3 |
| Niederlande | 0 | 0 | 2 | 0 | 1 | 1 | 1 | 5  | 8  | 4 |

Starting Pitchers: CUB – Lianni Rodriguez Nieves  NLD – Amber Dammers   WP: Lianni Rodriguez Nieves   LP: Amber Dammers  
 Japan –  Kanada 9–7

Schiedsrichter: HP: Maite Bullones , 1B: Janet Moreno , 3B: Fiona Lambrick 

Ort: Telus Field

 Zeit: 19:30 Uhr MDT (UTC-6)

Wetter: Sonnig

Zuschauer: 5'100
| Team   | 1 | 2 | 3 | 4 | 5 | 6 | 7 | R | H  | E |
| ------ | - | - | - | - | - | - | - | - | -- | - |
| Kanada | 1 | 0 | 0 | 0 | 2 | 0 | 4 | 7 | 15 | 0 |
| Japan  | 2 | 2 | 1 | 4 | 0 | 0 | X | 9 | 9  | 1 |

Starting Pitchers: CAN – Brinley McLaren  JPN – Yui Shingu   WP: Yui Shingu   LP: Brinley McLaren  SV: Ayami Sato  

## Finalrunde

### 18. August 2012

#### Halbfinale
Chinesisch Taipeh –  Niederlande 7–5

Schiedsrichter: HP: Steve Boutang , 1B: Fiona Lambrick , 3B: Kimberly Bueckert 
Ort: Telus Field

 Zeit: 11:00 Uhr MDT (UTC-6)

Wetter: Sonnig

Zuschauer: 250
| Team              | 1 | 2 | 3 | 4 | 5 | 6 | 7 | R | H | E |
| ----------------- | - | - | - | - | - | - | - | - | - | - |
| Niederlande       | 2 | 0 | 0 | 3 | 0 | 0 | 0 | 5 | 9 | 4 |
| Chinesisch Taipeh | 3 | 0 | 0 | 0 | 3 | 1 | X | 7 | 8 | 1 |

Starting Pitchers: NLD – Donna Hartmann  TPE – Wang Hsiao Chien   WP: Huang Chiao Yun   LP: Donna Hartmann  SV: Tseng Chi  
 Venezuela –  Kuba 9–6

Schiedsrichter: HP: Elise Lallement , 1B: Lisa Turbitt , 3B: Drue Hoffman 

Ort: John Fry Park

 Zeit: 14:00 Uhr MDT (UTC-6)

Wetter: Sonnig

Zuschauer: 250
| Team      | 1 | 2 | 3 | 4 | 5 | 6 | 7 | R | H  | E |
| --------- | - | - | - | - | - | - | - | - | -- | - |
| Kuba      | 0 | 0 | 0 | 5 | 0 | 0 | 1 | 6 | 13 | 2 |
| Venezuela | 0 | 0 | 0 | 6 | 3 | 0 | X | 9 | 4  | 2 |

Starting Pitchers: CUB – Yaima Ramos Mesa  VEN – Josefina Aranguren Ferrer Keila   WP: Josefina Cumana Giddelys   LP: Yaima Ramos Mesa  
 Japan –  Australien 5–1

Schiedsrichter: HP: Elise Lallement , 1B: Lisa Turbitt , 3B: Drue Hoffman 

Ort: Telus Field

 Zeit: 15:00 Uhr MDT (UTC-6)

Wetter: Sonnig

Zuschauer: 500
| Team       | 1 | 2 | 3 | 4 | 5 | 6 | 7 | R | H | E |
| ---------- | - | - | - | - | - | - | - | - | - | - |
| Australien | 0 | 0 | 1 | 0 | 0 | 0 | 0 | 1 | 8 | 2 |
| Japan      | 0 | 0 | 3 | 0 | 0 | 2 | X | 5 | 8 | 0 |

Starting Pitchers: AUS – Jacinda Barclay  JPN – Yukari Isozaki   WP: Yukari Isozaki   LP: Jacinda Barclay  
 Kanada –  Vereinigte Staaten 4–17(6)

Schiedsrichter: HP: Wen-Chig Liao , 1B: Maite Bullones , 3B: Mieko Fujiwara 

Ort: Telus Field

 Zeit: 19:30 Uhr MDT (UTC-6)

Wetter: Sonnig

Zuschauer: 3'100
| Team               | 1 | 2 | 3 | 4 | 5 | 6 | 7 | R  | H  | E |
| ------------------ | - | - | - | - | - | - | - | -- | -- | - |
| Vereinigte Staaten | 0 | 1 | 7 | 1 | 0 | 8 | - | 17 | 16 | 1 |
| Kanada             | 0 | 0 | 0 | 0 | 0 | 4 | - | 4  | 5  | 4 |

Starting Pitchers: USA – Stacy Piagno  CAN – Autumn Mills   WP: Stacy Piagno   LP: Autumn Mills  

### 19. August 2012

#### Spiel um Platz 7
Kuba –  Niederlande 8–10

Schiedsrichter: HP: Drue Hoffman , 1B: Kimberly Bueckert , 3B: Elise Lallement 

Ort: Telus Field

 Zeit: 10:00 Uhr MDT (UTC-6)

Wetter: Sonnig

Zuschauer: 250
| Team        | 1 | 2 | 3 | 4 | 5 | 6 | 7 | R  | H  | E |
| ----------- | - | - | - | - | - | - | - | -- | -- | - |
| Niederlande | 2 | 1 | 0 | 2 | 2 | 0 | 3 | 10 | 13 | 4 |
| Kuba        | 5 | 0 | 1 | 0 | 0 | 2 | 0 | 8  | 10 | 3 |

Starting Pitchers: NLD – Claudia Kranendonk  CUB – Lianni Rodriguez Nieves   WP: Claudia Kranendonk   LP: Yaima Ramos Mesa  SV: Donna Hartmann  

#### Spiel um Platz 5
Chinesisch Taipeh –  Venezuela 1–6

Schiedsrichter: HP: Fiona Lambrick , 1B: Kelly Hunter , 3B: Janet Moreno 

Ort: John Fry Park

 Zeit: 13:00 Uhr MDT (UTC-6)

Wetter: Sonnig

Zuschauer: 250
| Team              | 1 | 2 | 3 | 4 | 5 | 6 | 7 | R | H | E |
| ----------------- | - | - | - | - | - | - | - | - | - | - |
| Venezuela         | 0 | 0 | 3 | 0 | 0 | 0 | 3 | 6 | 8 | 2 |
| Chinesisch Taipeh | 0 | 1 | 0 | 0 | 0 | 0 | 0 | 1 | 6 | 1 |

Starting Pitchers: VEN – Loudelis Elieska Moreno Arroyo  TPE – Pan Tzu Hui   WP: Loudelis Elieska Moreno Arroyo   LP: Pan Tzu Hui  

#### Spiel um Platz 3
Kanada –  Australien 17–13

Schiedsrichter: HP: Mieko Fujiwara , 1B: Wen-Chig Liao , 3B: Judy Nettler 

Ort: Telus Field

 Zeit: 13:00 Uhr MDT (UTC-6)

Wetter: Sonnig

Zuschauer: 2'000
| Team       | 1 | 2 | 3 | 4 | 5 | 6 | 7 | R  | H  | E |
| ---------- | - | - | - | - | - | - | - | -- | -- | - |
| Australien | 0 | 0 | 1 | 3 | 3 | 1 | 5 | 13 | 17 | 1 |
| Kanada     | 0 | 5 | 3 | 0 | 4 | 5 | X | 17 | 14 | 3 |

Starting Pitchers: AUS – Brittany Hepburn  CAN – Vanessa Riopel   WP: Hannah Martensen   LP: Brittany Hepburn  SV:  Autumn Mills  

#### Finale
Japan –  Vereinigte Staaten 3–0

Schiedsrichter: HP: Maite Bullones , 1B: Lisa Turbitt , 3B: Todd Dororthy 

Ort: Telus Field

 Zeit: 17:00 Uhr MDT (UTC-6)

Wetter: Sonnig

Zuschauer: 3'300
| Team               | 1 | 2 | 3 | 4 | 5 | 6 | 7 | R | H | E |
| ------------------ | - | - | - | - | - | - | - | - | - | - |
| Vereinigte Staaten | 0 | 0 | 0 | 0 | 0 | 0 | 0 | 0 | 7 | 2 |
| Japan              | 0 | 0 | 3 | 0 | 0 | 0 | 0 | 3 | 5 | 0 |

Starting Pitchers: USA – Jennifer Hunter  JPN – Yukari Isozaki   WP: Yukari Isozaki   LP: Jennifer Hunter  